# Basilique Saint-Sébastien-hors-les-Murs
Pour les articles homonymes, voir Basilique Saint Sébastien.

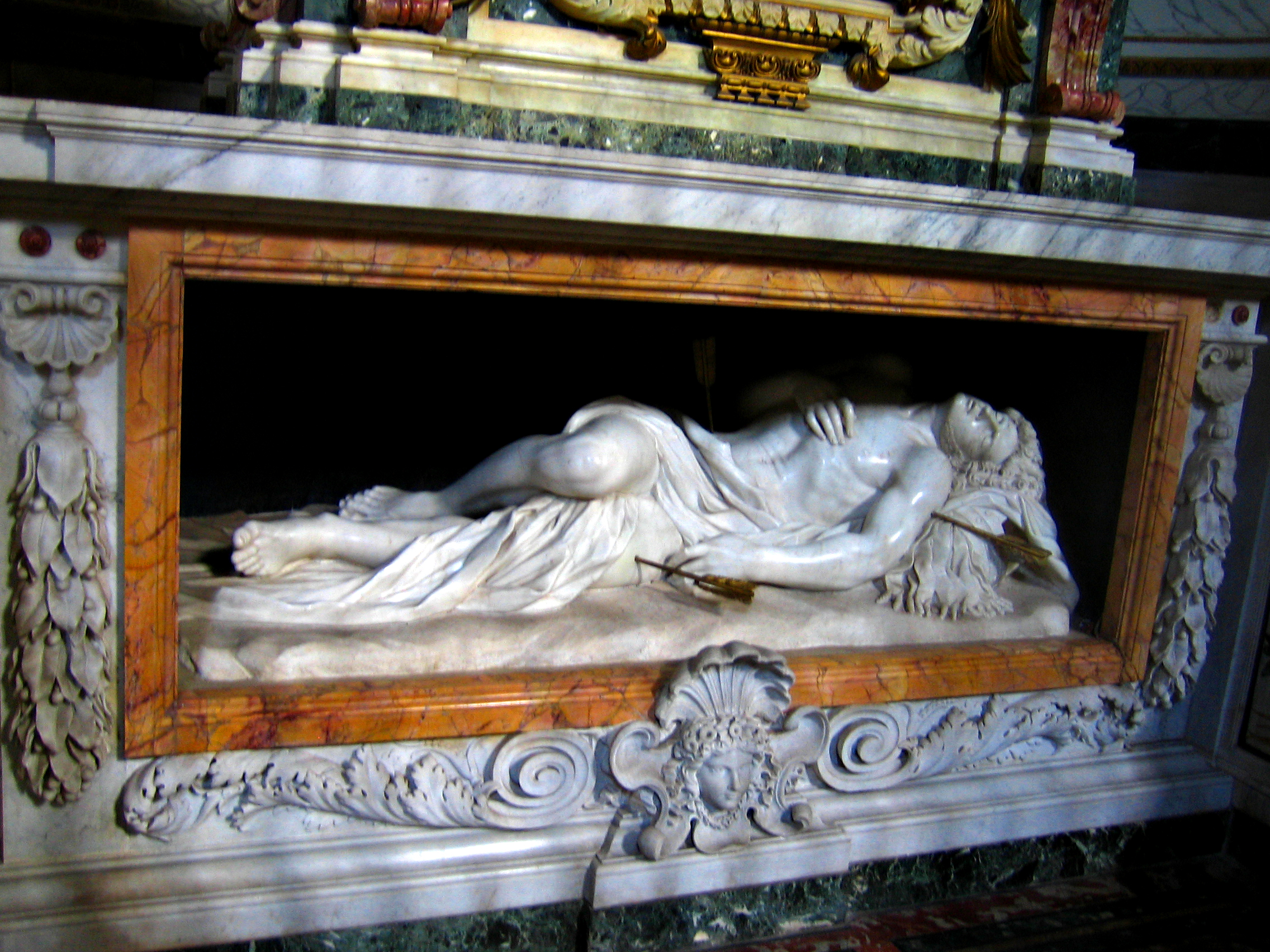
L'autel du martyr

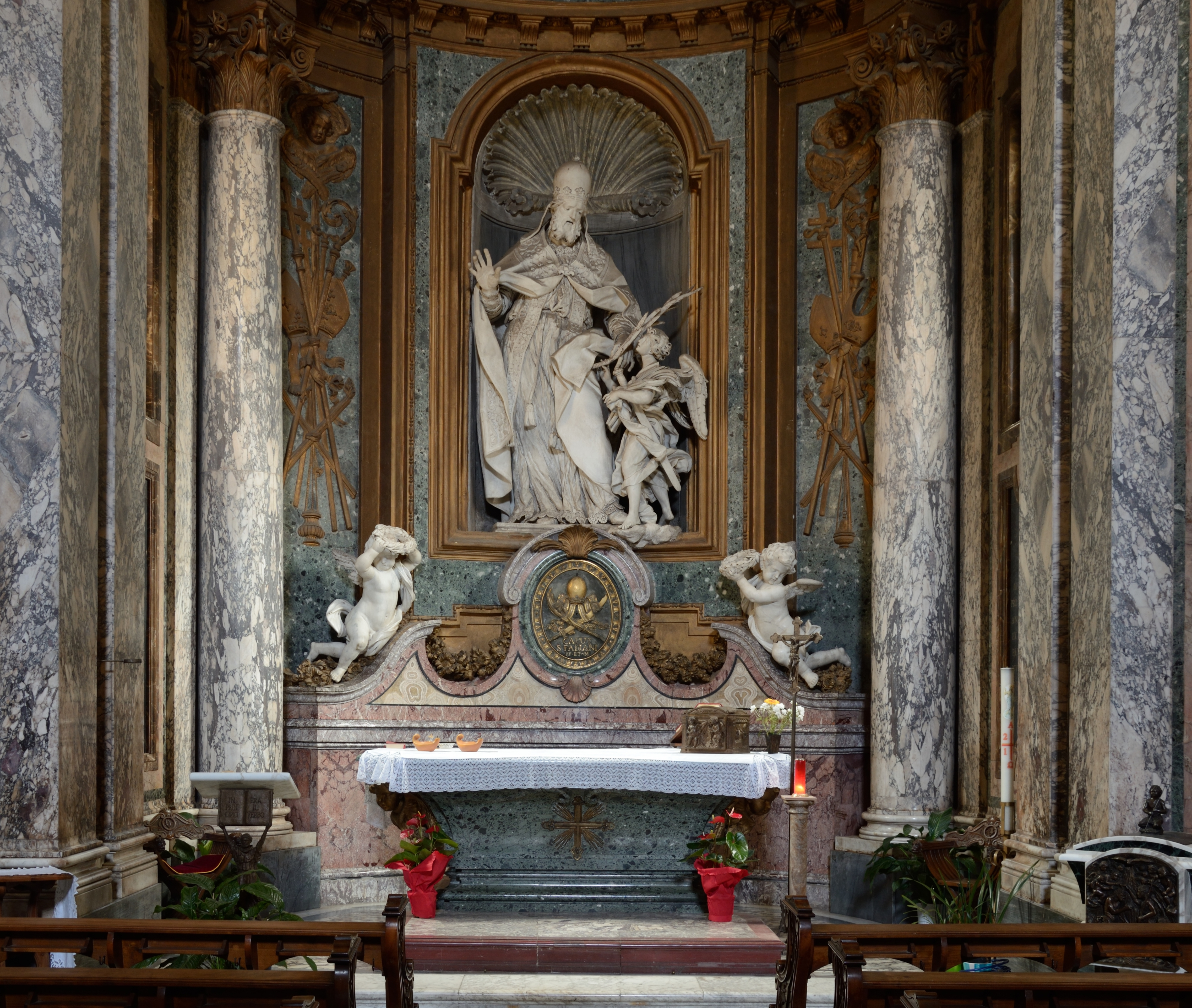
Chapelle Albani

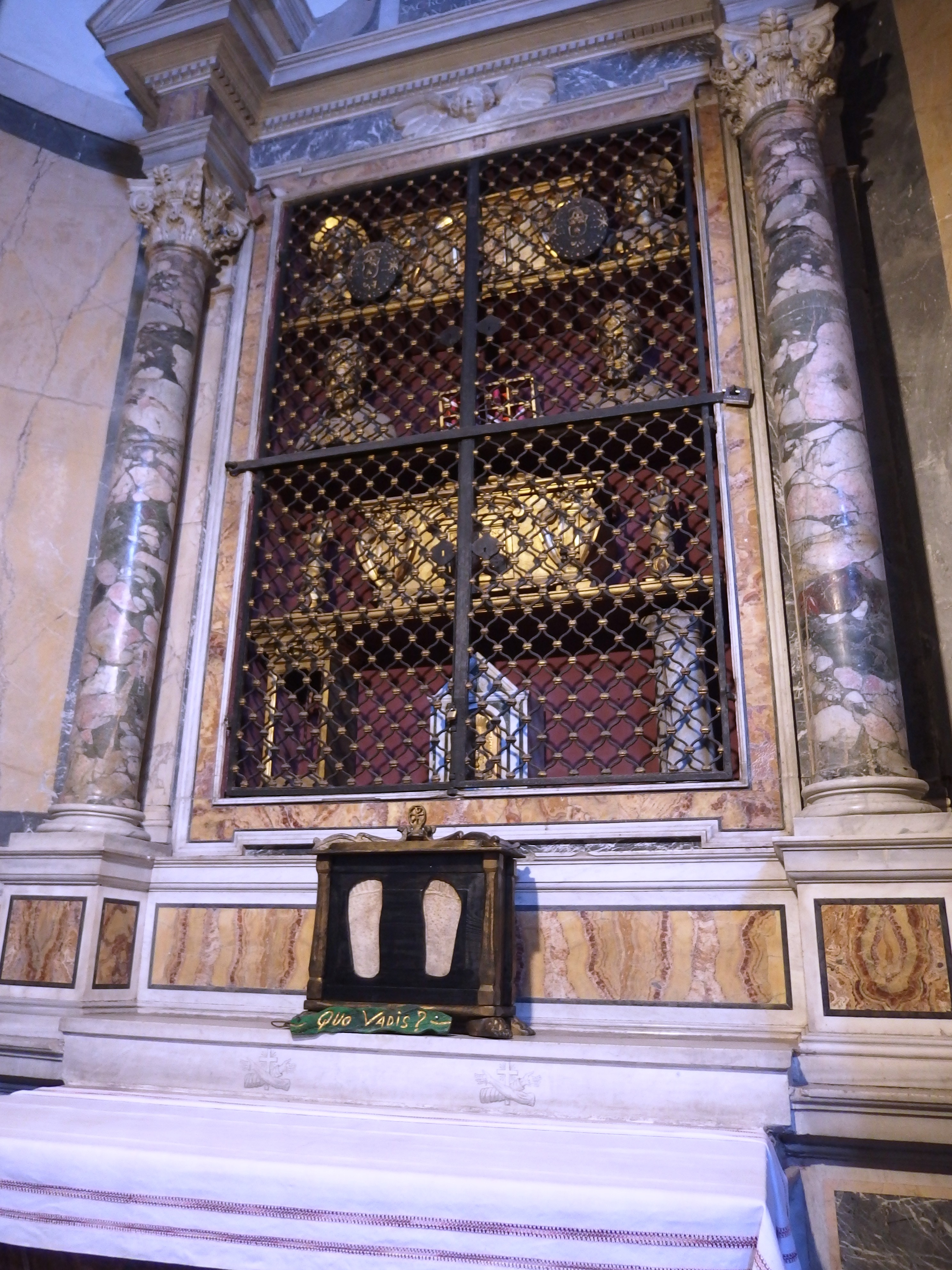
L'empreinte dite des pieds de Jésus

La basilique Saint-Sébastien-hors-les-Murs (en italien San Sebastiano fuori le Mura) est une basilique mineure de Rome. Saint-Sébastien fait partie du Tour des sept églises, pèlerinage traditionnel des jubilés dont le dernier est le Jubilé de l'an 2000.

## Histoire
Construite dans la première moitié du IVe siècle, au-dessus des catacombes du même nom, la basilique est dédiée à saint Sébastien, martyr romain populaire du IIIe siècle. Le terme « hors-les-murs » fait référence au fait qu’elle se trouve à l’extérieur du mur d’Aurélien, et la différencie de la basilique Saint-Sébastien située sur le mont Palatin.
Selon une autre tradition, en 258, au cours des persécutions de Valérien, les catacombes ont été utilisées temporairement comme lieu de sépulture des deux autres saints martyrs de Rome, les apôtres saint Pierre et saint Paul, dont les restes ont été transférés plus tard dans les deux basiliques portant leurs noms : d’où la dédicace originelle de l’église, Basilica Apostolorum (« Basilique des Apôtres »). La dédicace de Sébastien remonte au IXe siècle.
Les reliques de Sébastien sont placées dans l’église autour de 350. Elles sont transférées à Saint-Pierre en 826, juste avant une attaque sarrasine au cours de laquelle l’église est détruite. Le bâtiment est reconstruit sous le pontificat de Nicolas Ier (858-867), tandis que l’autel du martyr est consacré par Honorius III, à la demande des Cisterciens à qui l’église est consacrée.
Au XIIIe siècle, l’arcade de la triple nef est murée.

L’édifice actuel est en grande partie du XVIIe siècle, la construction, commandée par le cardinal Scipione Borghese en 1609, est de Flaminio Ponzio et, après la mort de celui-ci en 1613, confiée à Giovanni Vasanzio (en). C'est ici que les premiers résurrectionnistes polonais ont prononcé leurs vœux en 1842.

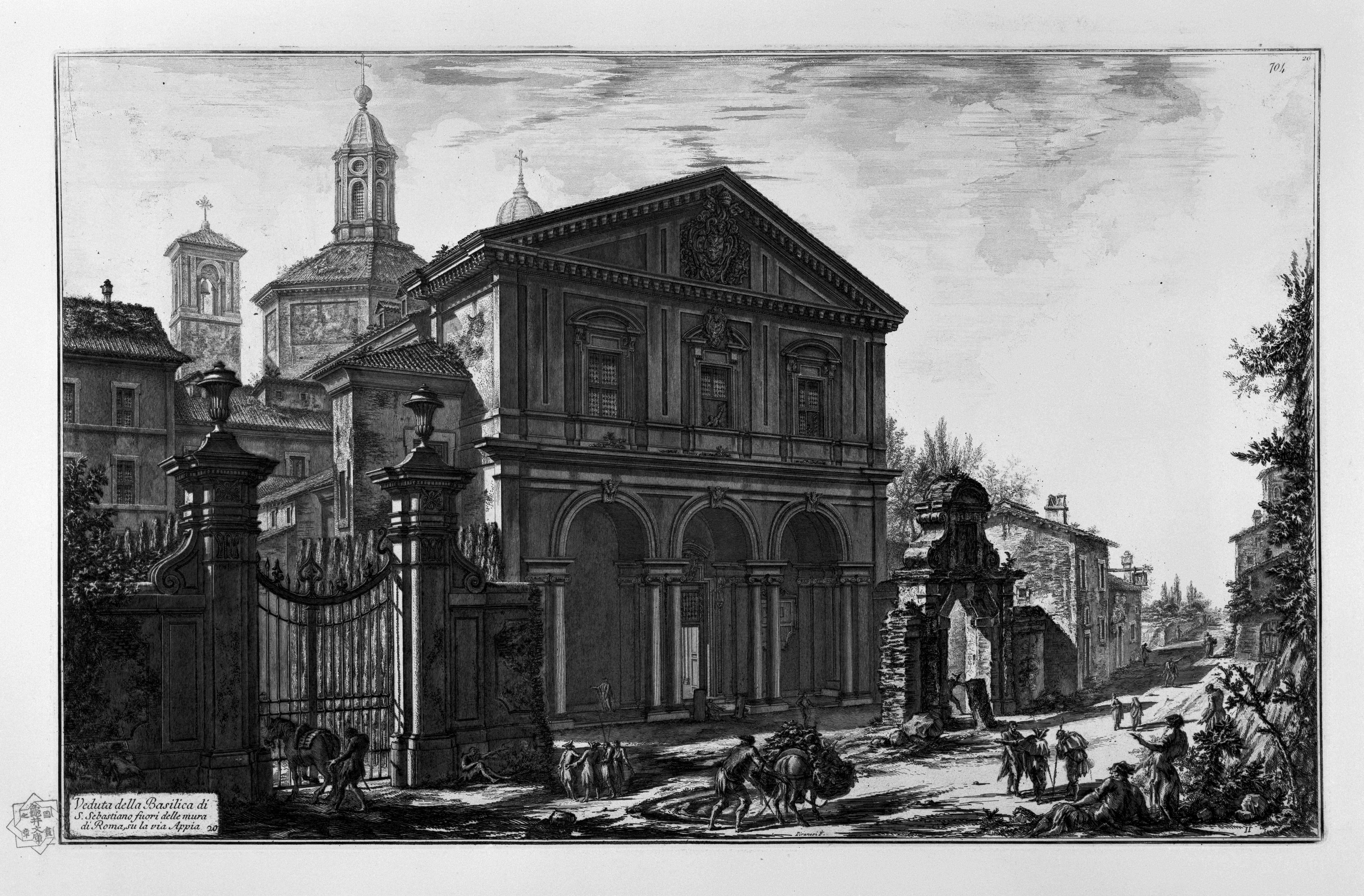
Gravure, par Piranèse
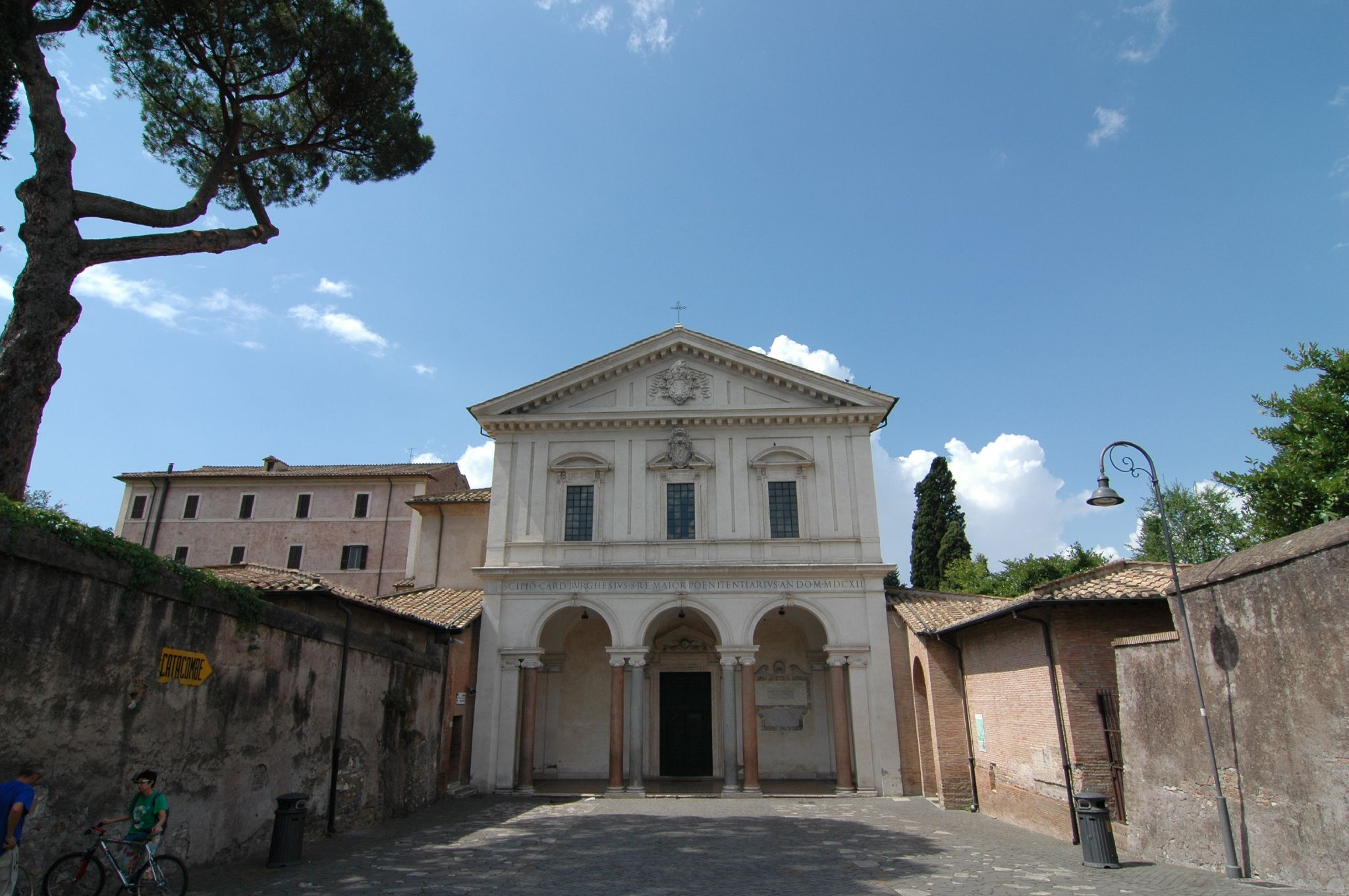
Cour d'entrée et façade

## Architecture intérieure
La sculpture de Saint Sébastien sur l'autel, dans la première chapelle à gauche, est d'Antonio Giorgetti (en).
La chapelle des reliques abrite une pierre portant les traces présumées de pas de Jésus, liées à l'épisode de Quo vadis des apocryphes de Pierre, et une des flèches qui ont frappé saint Sébastien avec une partie de la colonne à laquelle il a été lié au cours de son martyre.
La chapelle Albani, construite en 1716, conçue par Carlo Maratta, Alessandro Specchi, Filippo Barigioni (en) et Carlo Fontana, est commandée par le pape Clément XI et dédiée au pape Fabien, évêque de Rome sous la persécution de Dèce.
Flanquant l'autel, des bustes des saints Pierre et Paul par Nicolas Cordier rappellent la première dédicace de la basilique.
La basilique conserve un buste du Christ, considéré comme la dernière sculpture réalisée en 1679 par Le Bernin.

### Sources de traduction
- (en) Cet article est partiellement ou en totalité issu de l’article de Wikipédia en anglais intitulé « San Sebastiano fuori le mura » (voir la liste des auteurs).